# Nasenflöte (traditionell)

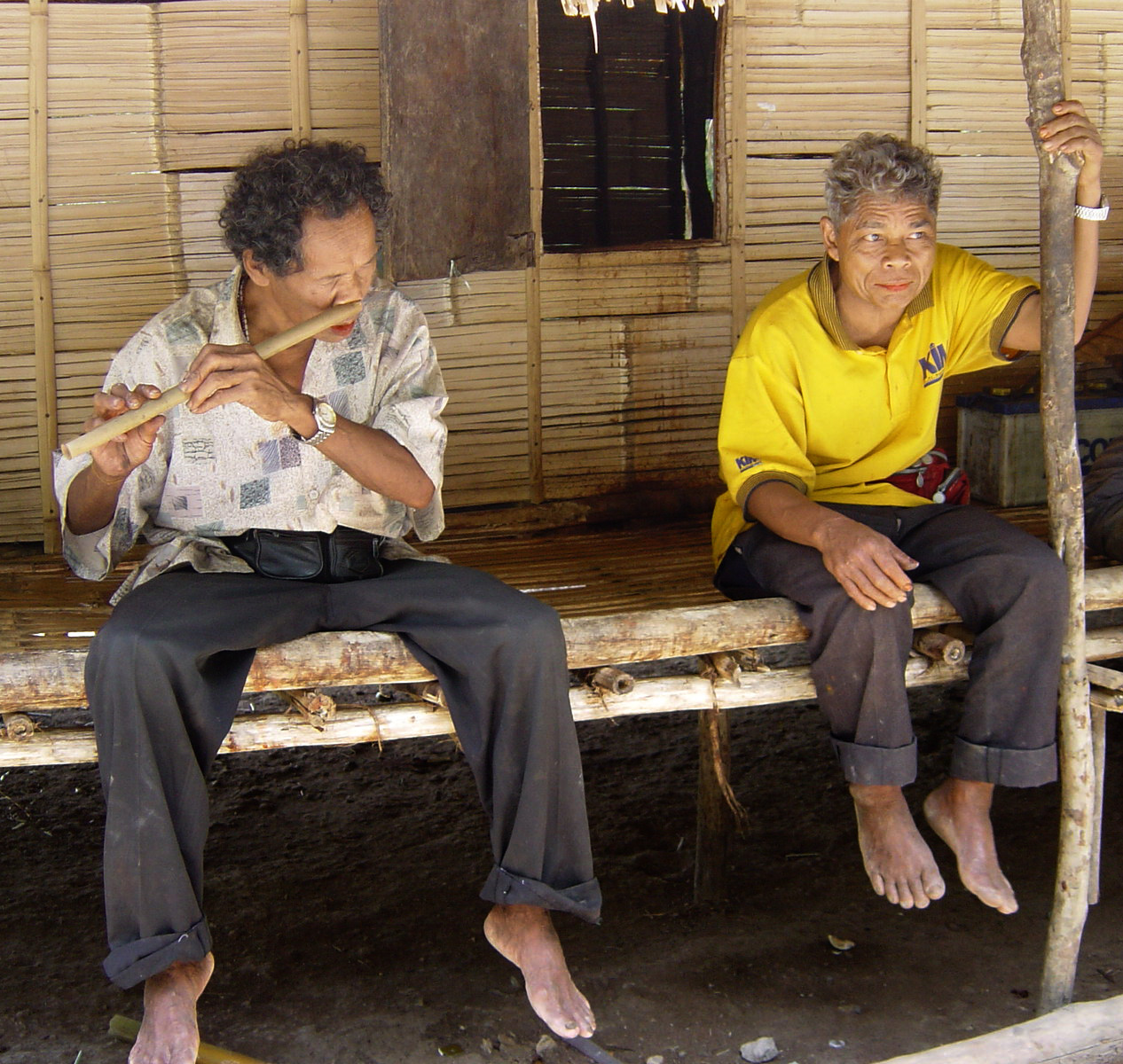
Nasenflötespieler in Malaysia

Nasenflöten sind Flöten unterschiedlicher Bauformen, die mit Atemluft aus der Nase gespielt werden, unabhängig davon, ob es sich um Röhren- oder Gefäßflöten handelt, und ob sie seitlich oder längs angeblasen werden, am unteren Ende offen oder geschlossen (gedackt) sind. Ihr Hauptverbreitungsgebiet liegt in Südostasien und Ozeanien.

## Allgemeines
Die Gemeinsamkeit aller Nasenflöten ist nur dieselbe Anblastechnik, ansonsten gibt es keine Beziehungen über größere Entfernungen zwischen den einzelnen Herkunftsregionen. In ihrer Bauform ähneln die Nasenflöten eher den mit dem Mund geblasenen Flöten der jeweiligen Umgebung, mit denen sie auch häufig namensverwandt sind.
Neben einigen Regionen in Südostasien waren Nasenflöten in Polynesien (mit Ausnahme von Neuseeland und Mikronesien) verbreitet. In der Musik Neuguineas sind und waren sie selten, ihr Schwerpunkt lag hier im Bismarck-Archipel. In Melanesien kamen sie ansonsten praktisch nur in Neukaledonien, auf den Admiralitätsinseln und auf den Fidschiinseln vor. Heute sind Nasenflöten in den genannten Regionen kaum noch anzutreffen, nur bei einigen Minderheitenvölkern auf der nördlichen Philippineninsel Luzon werden sie noch gespielt. Bekannt ist die tongali mit vier Fingerlöchern. In Afrika, Indien und Südamerika führten Nasenflöten ein Nischendasein.
Mit der Nase lässt sich deutlich weniger Blasdruck erzeugen als mit dem Mund. Weshalb dennoch gelegentlich Flöten mit der Nase gespielt werden, haben mehrere Forscher in der ersten Hälfte des 20. Jahrhunderts mit der Verwendung der Nasenflöten bei magischen und religiösen Riten, besonders bei Fruchtbarkeitsriten erklärt. Eine Vorstellung könnte gewesen sein, dass die Luft aus dem Mund, dessen Hauptfunktion das Essen und Reden ist, profan sei. Die feine Nase dagegen ermöglicht das regelmäßige Atmen des Menschen, daher stünde sie im Zusammenhang mit der Seele. Sie ist außerdem für den Geruchssinn verantwortlich, ihre ideale Form bemisst sich nach einem Schönheitsideal.
Meist sind Nasenflöten Längs- oder Querflöten mit Tonlöchern. Andere Arten von Flöten kommen seltener vor. Die Spieltechniken sind den üblichen mundgeblasenen Flöten vergleichbar. Angeblasen werden die Instrumente meist mit nur einem Nasenloch, wobei das andere entweder verstopft (zum Beispiel mit Blättern) oder zugehalten wird.
Es gibt auch moderne, einfache, kompakte Nasenflöten, die vor Mund und Nase gehalten werden. Geblasen wird mit beiden Nasenlöchern und der leicht geöffnete Mund bestimmt über die Form von Lippen und Zunge die Tonhöhe.

## Arten von Nasenflöten
Aufgelistet sind einzelne, nach Region sortierte Nasenflöten.

### Asien und Ozeanien

#### Indien
- In Indien galten im 19. Jahrhundert Blasinstrumente für einige Brahmanen als unrein, da sie von Niedrigkastigen gespielt wurden. Diese Brahmanen durften nur Nasenflöten spielen. Eine Nasenflöte, die früher bei Schlangenbeschwörern beliebt war, besaß gelegentlich zwei Spielröhren nebeneinander, die in beide Nasenlöcher gesteckt wurden.[3] Dieses Instrument war unter dem Namen pungi (in weiteren Schreibweisen pugi, ponga, pongi, pugyi) bekannt. In mehreren nordindischen Sprachen bedeutet dies „Röhre“ oder „Pfeife“. Pungi ist heute ein weit verbreiteter Name für das Blasinstrument der Schlangenbeschwörer, das aus zwei Röhren mit Einfachrohrblättern besteht, die über eine Kalebasse angeblasen werden.[4]

- Auch in der Volksmusik des nordostindischen Bundesstaates Assam bezeichnet das Wort pepa unterschiedliche Arten von Blasinstrumenten. Eines davon ist eine Pfeife aus einem Büffelhorn, die mit drei Fingern bedient und in einigen Fällen mit der Nase geblasen wird.

- Gong-gleng ist eine etwa 16 Zentimeter lange Tonflöte mit zwei Fingerlöchern aus Assam, die mit der Nase gespielt wird.[5]

#### Indonesien und Malaysia
- Saligung, bei den Batak auf der Insel Sumatra[6]
- Sigu nihu, eine Nasenflöte aus Rohr mit vier Löchern auf Nias[7]
- Surune bezeichnet in ähnlichen Schreibweisen indonesische Doppelrohrblattinstrumente mit Schalltrichter (sarune) und der saluang ähnliche Bambusflöten, darunter eine Nasenflöte aus Rohr mit viereckigen Löchern auf der Insel Nias.[8]
- Turali, auch turahi, tuahi, ist eine solo von verschiedenen Volksgruppen, hauptsächlich den Kadazan-Dusun, im malaysischen Bundesstaat Sabah an der Nordspitze Borneos gespielte Nasenflöte. Beide Geschlechter drücken damit ihre persönlichen Gefühle aus. Traditionell wird sie wie andere Nasenflöten besonders bei Beerdigungszeremonien und Totenklagen eingesetzt. Die turali ist ca. 70 cm lang und hat vier Grifflöcher.[9]
- Sangoi, auch sangui, ähnlich der turali, aber größer (über 1 Meter lang), bei den Kanowit im nordwestlichen Teil von Borneo[10]
- Silingut, auch selingut, selengut ist eine der turali ähnliche etwa 60 cm lange Nasenflöte mit vier Grifflöchern, die bei mehreren Ethnien im Bundesstaat Sabah auf Borneo[11] und auf der malyischen Halbinsel vorkommt. Hier besitzt die Flöte ein Daumenloch und fünf vordere Grifflöcher[12]
- Suling idong (suling indonesisch, „Flöte, Pfeife“), eine ca. 70 bis 100 cm lange offene Nasenflöte aus Bambus, bei den Iban im nordwestlichen Teil von Borneo[13]
- Pensol ist eine Nasenflöte der Semai im malaysischen Bundesstaat Perak und der Temiar im Hochland von Perak und Kelantan. Die Bambuslängsflöte mit drei bis vier Grifflöchern wird von Männern und Frauen gleichermaßen gespielt, ihre improvisierten Melodien drücken Liebe und Trauer aus.[14]

#### Philippinen
- Tungali, auch tongali, eine noch heute gebräuchliche Nasenflöte in der bergigen Provinz Kalinga im zentralen Norden von Luzon, Philippinen. Sie besteht aus einem Bambusrohr und wird wie eine Querflöte gehalten. Das untere Ende ist offen, es gibt ein Anblasloch, ein Daumenloch auf der Rückseite und vier Grifflöcher auf der Vorderseite.[15]

#### Ozeanien

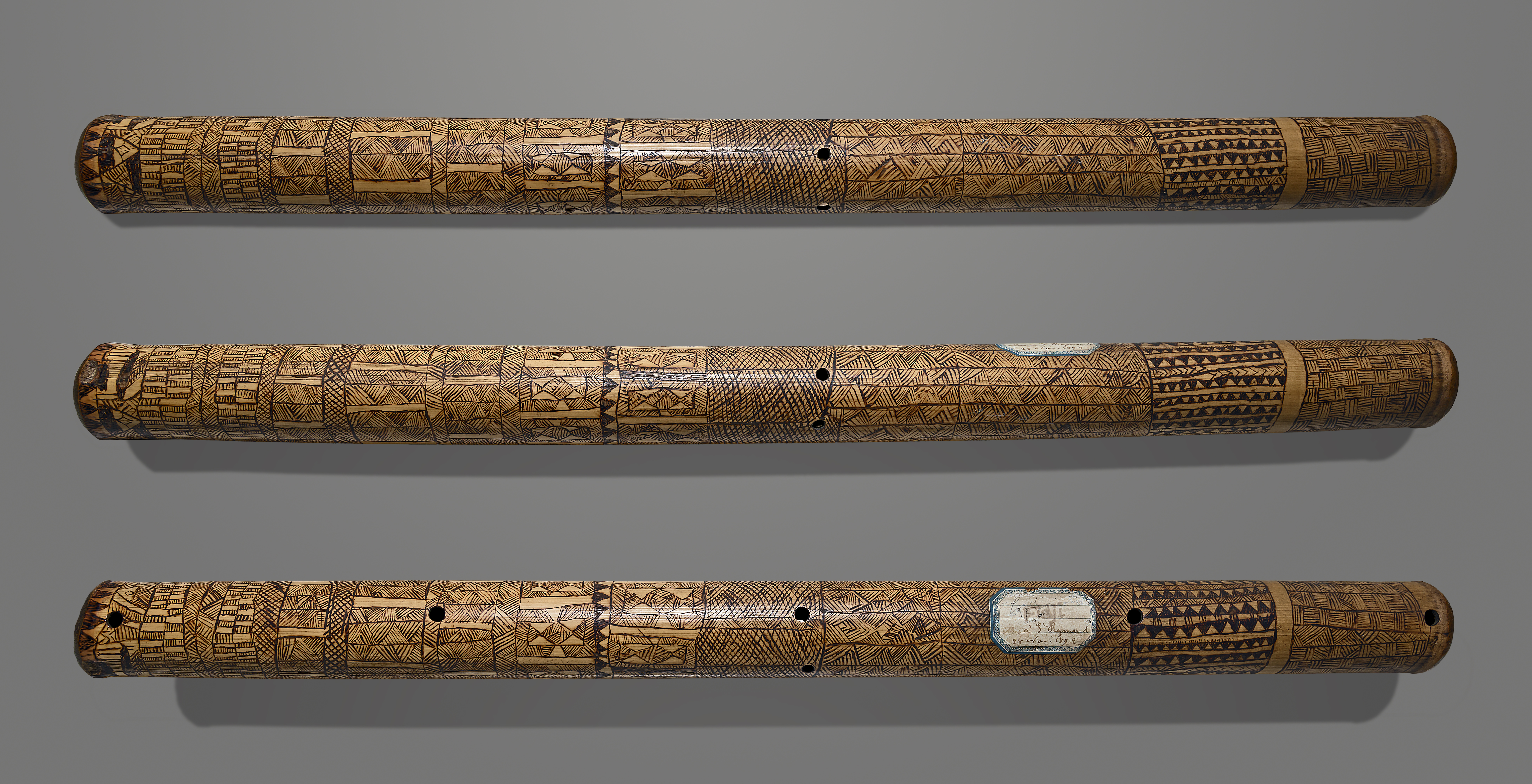
Nasenflöte auf Fidschi

- Angun, eine Nasenflöte aus Rohr auf Truk, Mikronesien[16]
- Fagufagu, ein geschlossener Bambuszylinder mit zwei Anblaslöchern und zwei Grifflöchern, auf Tutuila, Amerikanisch-Samoa[17]
- Fango-fango, eine gedackte Nasenflöte mit zwei Anblaslöchern und sechs Tonlöchern, auf Fidschi[18]
- Ohe hano, eine aus Bambus bestehende Nasenflöte mit vier Löchern aus Hawaii[19]
- Ipu hokoikio, eine Gefäß-Nasenflöte aus Kalebassen, auf Hawaii[20]
- Pu ihu, Nasenflöte aus Rohr, Marquesas, Französisch-Polynesien[21]
- Wivo oder Vivo, eine offene Nasenflöte auf Tahiti, Französisch-Polynesien. Sie besteht aus Bambusrohr, das mit Kokosfasern umwickelt ist und hat zwei Grifflöcher.[22]

### Südamerika
- Tsihali, eine Gefäß-Nasenflöte der Ureinwohner des brasilianischen Bundesstaates Mato Grosso. Sie enthält zwei Kürbisschalen und hat zwei Grifflöcher.[23]